# 贡嘎曲德寺 (拉萨)
贡嘎曲德寺，位于西藏自治区拉萨市城关区，是一座藏传佛教萨迦派寺院。

## 简介
拉萨老城内的这座贡嘎曲德寺是位于拉萨贡嘎机场附近的贡嘎曲德寺的分寺。该寺位于八廓北街小巷内的瞻巴拉拉康的楼上，自嘛呢拉康、强巴拉康沿小巷向内走数十米即可到达。
该寺主供被称为“婆罗门怙主”的玛哈噶拉护法化相。朝拜该殿时，应先在楼下请购草药香束与酒，将香束投入楼上的香炉，随后进殿将酒交给负责的僧人，僧人将代为念诵并同时将酒倒入护法像前的器皿中。